# Lista de campeãs do carnaval de Vitória
Esta é uma lista de escolas de samba campeãs de todos os grupos do Carnaval de Vitória. sendo que não ocorreudesfile nos anos de 1959, 1993 e 1997 e entre 1998 e 2001, desfilaram como hour-concurs. além de se consistir no Grupo de acesso, que abre o carnaval da Capital capixaba.onde não teve de 1993 a 2005 e nos anos de 2009 e 2010, quando foi desfile unificado. A partir de 2014, passou-se a contar com os Grupos Especial A - B.

## Campeãs
| Ano  | Grupo                                    | Escola Campeã                            | Enredo | Ref.                                     |
| ---- | ---------------------------------------- | ---------------------------------------- | --- | ---------------------------------------- |
| 1958 | Especial                                 | Piedade                                  | | [ 1 ] [ 2 ]                              |
| 1960 | Especial                                 | Piedade                                  | | [ 1 ] [ 2 ]                              |
| 1961 | Especial                                 | Piedade                                  | | [ 1 ] [ 2 ]                              |
| 1962 | Especial                                 | Piedade                                  | | [ 1 ] [ 2 ]                              |
| 1963 | Especial                                 | Piedade                                  | | [ 1 ] [ 2 ]                              |
| 1964 | Especial                                 | Acadêmicos do Moscoso                    | | [ 1 ] [ 2 ]                              |
| 1965 | Especial                                 | Piedade                                  | Bahia de São Salvador | [ 1 ] [ 2 ]                              |
| 1966 | Especial                                 | Amigos da Gurigica                       | Exaltação a Maria Ortiz | [ 1 ] [ 2 ]                              |
| 1967 | Especial                                 | Santa Lúcia                              | | [ 1 ] [ 2 ]                              |
| 1968 | Especial                                 | Amigos da Gurigica                       | A queda da monarquia | [ 1 ] [ 2 ]                              |
| 1969 | Especial                                 | Amigos da Gurigica                       | Exaltação a José de Alencar | [ 1 ] [ 2 ]                              |
| 1970 | Especial                                 | Amigos da Gurigica                       | O velho capitão | [ 1 ] [ 2 ]                              |
| 1971 | Especial                                 | Amigos da Gurigica                       | Uma festa no mar | [ 1 ] [ 2 ]                              |
| 1972 | Especial                                 | Santa Lúcia                              | Vila Velha | [ 1 ] [ 2 ]                              |
| 1973 | Especial                                 | Piedade                                  | Canto os encantos do Espírito Santo                                                                                            | [ 1 ] [ 2 ]                              |
| 1974 | Especial                                 | Piedade                                  | Viagem através dos tempos. Um século de carnaval                                                                               | [ 1 ] [ 2 ]                              |
| 1975 | Especial                                 | Piedade                                  | Brasil, meu Brasil brasileiro                                                                                                  | [ 1 ] [ 2 ]                              |
| 1976 | Especial                                 | Piedade                                  | Exaltação a Jorge Amado | [ 1 ] [ 2 ]                              |
| 1977 | Especial                                 | Piedade                                  | Brasil de todas as raças | [ 1 ] [ 2 ]                              |
| 1978 | Especial                                 | Novo Império                             | O esplendor da natureza | [ 1 ] [ 2 ]                              |
| 1979 | Especial                                 | Piedade                                  | O mundo encantado da criança                                                                                                   | [ 1 ] [ 2 ]                              |
| 1980 | Especial                                 | Novo Império                             | O incrível reino da fantasia                                                                                                   | [ 1 ] [ 2 ]                              |
| 1981 | Especial                                 | São Torquato                             | Festas e Folguedos Populares do Brasil                                                                                         | [ 1 ] [ 2 ]                              |
| 1981 | Especial                                 | Mocidade da Praia                        | O mar, suas belezas e magias                                                                                                   | [ 1 ] [ 2 ]                              |
| 1982 | Especial                                 | São Torquato                             | Liberdade, Liberdade Brasil | [ 1 ] [ 2 ]                              |
| 1983 | Especial                                 | São Torquato                             | Brasil, Terra da Gente | [ 1 ] [ 2 ]                              |
| 1984 | Especial                                 | Mocidade da Praia                        | Cacau, manjar dos deuses. De Montezuma a Nice                                                                                  | [ 1 ] [ 2 ]                              |
| 1984 | Acesso                                   | Mocidade Unida da Glória                 | No reino onde chorar é proibido                                                                                                |                                          |
| 1985 | Especial                                 | Novo Império                             | De lá, pra cá | [ 1 ] [ 2 ]                              |
| 1985 | Acesso                                   | Rosas de Ouro                            | Cem anos de carnaval |                                          |
| 1985 | Acesso                                   | Andaraí                                  | Vem que tem, quem quiser pode chegar                                                                                           |                                          |
| 1986 | Especial                                 | Piedade                                  | Sua majestade o café | [ 1 ] [ 2 ]                              |
| 1986 | Acesso                                   | Mocidade Unida da Glória                 | Quem te viu, quem tv |                                          |
| 1987 | Especial                                 | Novo Império                             | Sou eu, sou eu | [ 1 ] [ 2 ]                              |
| 1987 | Acesso                                   | Jucutuquara                              | Debutei! Saudades do meu bloco                                                                                                 |                                          |
| 1988 | Especial                                 | Novo Império                             | Magia da Noite | [ 1 ] [ 2 ]                              |
| 1988 | Acesso                                   | Mocidade da Praia                        | E agora, José? |                                          |
| 1989 | Especial                                 | Novo Império                             | Acorda Brasil | [ 1 ] [ 2 ]                              |
| 1989 | Acesso                                   | Mocidade Serrana                         | Ser rei por um dia |                                          |
| 1990 | Especial                                 | Jucutuquara                              | Na mistura da torta, a nossa mistura.                                                                                          | [ 1 ] [ 2 ]                              |
| 1990 | Acesso                                   | Rosas de Ouro                            | Serra, quem diria? |                                          |
| 1991 | Especial                                 | São Torquato                             | Sinfonia de um Espectro | [ 1 ] [ 2 ]                              |
| 1991 | Acesso                                   | Andaraí                                  | |                                          |
| 1992 | Especial                                 | São Torquato                             | A hora e a vez na terra do descaso                                                                                             | [ 1 ] [ 2 ]                              |
| 1992 | Acesso                                   | Andaraí                                  | Aracruz, estrelando no papel principal                                                                                         |                                          |
| 2002 | Especial                                 | Jucutuquara                              | A noite, seus encantos e mistérios                                                                                             | [ 1 ] [ 2 ]                              |
| 2003 | Especial                                 | Mocidade Unida da Glória                 | De Passo a Passo, Faço os Passos de Anchieta                                                                                   | [ 1 ] [ 2 ]                              |
| 2004 | Especial                                 | Jucutuquara                              | Quantos mais caminhos houver, mais descaminhos haverá!                                                                         | [ 1 ] [ 2 ]                              |
| 2005 | Especial                                 | Mocidade Unida da Glória                 | Grécia...Uma viagem fantástica ao templo dos Deuses da Mitologia                                                               | [ 1 ] [ 2 ]                              |
| 2006 | Especial                                 | Jucutuquara                              | Os tambores de Jucutuquara soam nas terras dos Botocudos. Linhares, a jóia do Rio Doce                                         | [ 1 ] [ 2 ]                              |
| 2006 | Acesso                                   | Barreiros                                | Barreiros canta a cultura das terras de Aracruz                                                                                |                                          |
| 2007 | Especial                                 | Jucutuquara                              | Caparaó Capixaba, os encantos da Montanha Sagrada                                                                              | [ 1 ] [ 2 ]                              |
| 2007 | Acesso                                   | Pega no Samba                            | Tipos populares de Vitória |                                          |
| 2008 | Especial                                 | Jucutuquara                              | De Vitória à Samotrácia: um canto de vitórias                                                                                  | [ 3 ]                                    |
| 2008 | Acesso                                   | Mocidade Unida da Glória                 | Amazônia: Lendas e Cobiças | [ 4 ]                                    |
| 2009 | ÚNICO                                    | Jucutuquara                              | Convento da Penha: O relicário de um povo                                                                                      | [ 5 ]                                    |
| 2010 | ÚNICO                                    | Independente de Boa Vista                | Nem tudo que reluz é ouro, nem tudo que balança cai                                                                            | [ 6 ]                                    |
| 2011 | Especial                                 | Mocidade Unida da Glória                 | "Mocidade - A cerevisia que contagia                                                                                           | [ 7 ]                                    |
| 2011 | Acesso                                   | Andaraí                                  | Andaraí canta São Pedro: A terra sonhada era mangue, na lama prometida, a redenção! Luta, é a riqueza do lugar de toda bravura | [ 8 ]                                    |
| 2012 | Especial                                 | Independente de Boa Vista                | Vida em Poesia... A Lira que é Lucinda                                                                                         | [ 9 ]                                    |
| 2012 | Acesso                                   | Tradição Serrana                         | As 13 maravilhas do Carnaval Capixaba                                                                                          | [ 10 ]                                   |
| 2013 | Especial                                 | Mocidade Unida da Glória                 | Oui Voilá le France! Mocidade singra os mares de Dunkerque. Merci beacoup                                                      | [ 11 ]                                   |
| 2013 | Acesso                                   | Barreiros                                | Qual é sua beleza? A minha é natural.                                                                                          | [ 12 ]                                   |
| 2014 | Especial A                               | Independente de Boa Vista                | Teu cheiro me dá prazer... Boa Vista espalha o perfume no ar                                                                   | [ 13 ]                                   |
| 2014 | Especial B                               | Novo Império                             | E a arte imita a vida, com uma máscara eu posso sonhar, assistam o que uma comédia pode causar.                                | [ 14 ]                                   |
| 2014 | Acesso                                   | Tradição Serrana                         | Hoje tem carnaval? Tem sim, senhor!                                                                                            | [ 15 ]                                   |
| 2015 | Especial A                               | Mocidade Unida da Glória                 | Nos reinos de sua majestade: o sonho                                                                                           | [ 16 ]                                   |
| 2015 | Especial B                               | Pega no Samba                            | Adivinha? | [ 17 ]                                   |
| 2015 | Acesso                                   | Andaraí                                  | S.O.S Terra! Uma explosão de vida.                                                                                             | [ 18 ]                                   |
| 2016 | Especial                                 | Mocidade Unida da Glória                 | Papo de Botequim - Boemia e malandragem na cadência do samba.                                                                  | [ 19 ]                                   |
| 2016 | Acesso                                   | Novo Império                             | Sou Bantu, sou Kimbondo, sou Angola, sou Espírito Santo, sou Quilombola                                                        | [ 20 ]                                   |
| 2017 | Especial                                 | Boa Vista                                | Sob a luz do luar, guiada pelas estrelas... Boa Vista em alma cigana, opatcha!                                                 | [ 21 ]                                   |
| 2017 | A                                        | Andaraí                                  | Com uma paleta de cores vibrantes, Andaraí pinta seu carnaval.                                                                 | [ 22 ]                                   |
| 2018 | Especial                                 | Mocidade Unida da Glória                 | Entre confetes e serpentinas, uma paixão sem igual… Olhares que se cruzam, bocas que se beijam… Amores de carnaval             |                                          |
| 2018 | A                                        | Imperatriz do Forte                      | Sou Imperatriz, sou Capixaba com fé!                                                                                           | [ 23 ]                                   |
| 2019 | Especial                                 | Boa Vista                                | PRF: 90 anos de histórias dos anjos do asfalto                                                                                 | [ 24 ]                                   |
| 2019 | A                                        | Independente de São Torquato             | O Bar e o Sonho, Terra de Todas As Gentes, Deixa Quem Quiser Falar, a Independentes Vem Cantar                                 |                                          |
| 2019 | B                                        | Mocidade da Praia                        | Reza a lenda, surge a noite. Tem sonhos e delírios no ar!                                                                      |                                          |
| 2020 | Especial                                 | Boa Vista                                | O voo da Águia anuncia: A festa é boa, pode chegar. Ao som de uma linda sinfonia, a música capixaba celebrar!                  | [ 24 ]                                   |
| 2020 | A                                        | Andaraí                                  | Na pancada da "marvada"... "Pinga", água que passarinho não bebe!                                                              |                                          |
| 2020 | B                                        | Império de Fátima                        | Cadê O Circo? Ninguém Sabe, Ninguém Viu, O Circo Sumiu!                                                                        |                                          |
| 2021 | Cancelado devido à pandemia de Covid-19. | Cancelado devido à pandemia de Covid-19. | Cancelado devido à pandemia de Covid-19.                                                                                       | Cancelado devido à pandemia de Covid-19. |
| 2022 | Especial                                 | Novo Império                             | Santo Antônio, Olhai por Nós!                                                                                                  | [ 25 ]                                   |
| 2022 | A                                        | Chegou o Que Faltava                     | Chegou a realeza dos campos dourados que alimentam a história. Sustento da Vida                                                | [ 25 ]                                   |
| 2022 | B                                        | Barreiros                                | Nzinga, Guerreiras, Rainhas Negras                                                                                             | [ 26 ]                                   |
| 2023 | Especial                                 | MUG                                      | A Caminho das Terras do Sol Poente                                                                                             | [ 27 ]                                   |
| 2023 | A                                        | Pega no Samba                            | Era Só Mais um Cria | [ 28 ]                                   |
| 2023 | B                                        | Independente de Eucalipto                | Do yoruba ao santuário negro                                                                                                   | [ 29 ]                                   |
| 2024 | Especial                                 | MUG                                      | Massena: Um Olhar em Aquarela                                                                                                  | [ 30 ]                                   |
| 2024 | A                                        | Imperatriz do Forte                      | Nascido em berço forte, para sempre um eterno aprendiz                                                                         | [ 31 ]                                   |
| 2024 | B                                        | Rosas de Ouro                            | Gente floresta | [ 32 ]                                   |

## Títulos por Escola
A nomenclatura usada para a divisão dos grupos abaixo é a mesma do sistema vigente (usado em 2023), em que os grupos são denominados Especial, Acesso A e Acesso B. Vale ressaltar que a nomenclatura dos grupos já mudou bastante ao longo dos anos, com os títulos sendo divididos por sua equivalência no que era, a cada ano, os primeiro, segundo e terceiro degraus na pirâmide do Carnaval de Vitória.
| Grupo Especial | Grupo Especial               | Grupo Especial                                                        |
| Total          | Agremiação                   | Anos                                                                  |
| -------------- | ---------------------------- | --------------------------------------------------------------------- |
| 14             | Piedade                      | 1957 1958 1960 1961 1962 1963 1965 1973 1974 1975 1976 1977 1979 1986 |
| 9              | MUG                          | 2003 2005 2011 2013 2015 2016 2018 2023 2024                          |
| 7              | Jucutuquara                  | 1990 2002 2004 2006 2007 2008 2009                                    |
| 7              | Novo Império                 | 1978 1980 1985 1987 1988 1989 2022                                    |
| 7              | Boa Vista                    | 2010 2012 2014 2017 2019 2020 2025                                    |
| 5              | Amigos da Gurigica           | 1966 1968 1969 1970 1971                                              |
| 5              | São Torquato                 | 1981 1982 1983 1991 1992                                              |
| 2              | Mocidade da Praia            | 1981 1984                                                             |
| 2              | Santa Lúcia                  | 1967 1972                                                             |
| 1              | Acadêmicos do Moscoso        | 1964                                                                  |
| Grupo A        |                              |                                                                       |
| Total          | Agremiação                   | Anos                                                                  |
| 8              | Andaraí                      | 1985 1990 1991 1992 2011 2017 2020 2025                               |
| 3              | Pega no Samba                | 2007 2015 2023                                                        |
| 2              | Barreiros                    | 2006 2013                                                             |
| 2              | MUG                          | 1986 2008                                                             |
| 2              | Novo Império                 | 2014 2016                                                             |
| 2              | Rosas de Ouro                | 1985 1990                                                             |
| 1              | Mocidade da Praia            | 1988                                                                  |
| 1              | Independente de São Torquato | 2019                                                                  |
| 1              | Imperatriz do Forte          | 2018                                                                  |
| 1              | Mocidade Serrana             | 1989                                                                  |
| 1              | Jucutuquara                  | 1987                                                                  |
| 1              | Tradição Serrana             | 2012                                                                  |
| 1              | Chegou o Que Faltava         | 2022                                                                  |
| Grupo B        |                              |                                                                       |
| Total          | Agremiação                   | Anos                                                                  |
| 1              | Tradição Serrana             | 2014                                                                  |
| 1              | Andaraí                      | 2015                                                                  |
| 1              | Mocidade da Praia            | 2019                                                                  |
| 1              | Império de Fátima            | 2020                                                                  |
| 1              | Barreiros                    | 2022                                                                  |
| 1              | Independente de Eucalipto    | 2023                                                                  |